# One Beat
One Beat är det sjätte studioalbumet av den amerikanska rockgruppen Sleater-Kinney, utgivet den 20 augusti 2002 på skivbolaget Kill Rock Stars. 

## Låtlista
Alla låtar är komponerade av Sleater-Kinney.
| Nr           | Titel             | Längd |
| ------------ | ----------------- | ----- |
| 1.           | One Beat          | 3:08  |
| 2.           | Far Away          | 3:45  |
| 3.           | Oh!               | 3:56  |
| 4.           | The Remainder     | 3:36  |
| 5.           | Light Rail Coyote | 3:09  |
| 6.           | Step Aside        | 3:44  |
| 7.           | Combat Rock       | 4:47  |
| 8.           | O2                | 3:30  |
| 9.           | Funeral Song      | 2:47  |
| 10.          | Prisstina         | 3:31  |
| 11.          | Hollywood Ending  | 3:19  |
| 12.          | Sympathy          | 4:15  |
| Total längd: | Total längd:      | 43:27 |